# 松平輝承
松平 輝承（まつだいら てるよし）は、江戸時代後期の上野高崎藩主、奏者番。高崎藩大河内松平家7代。

## 生涯
文化14年（1817年）3月4日、大坂城代として在任中であった高崎藩第5代藩主松平輝延の三男として大坂に生まれる。輝延の養子だった輝健、長兄の輝茂や次兄の輝実がいずれも早世したため、継嗣となる。文政8年（1825年）4月4日、家督を継ぐ。天保9年（1838年）9月1日、奏者番に任ぜられる。天保10年（1839年）6月26日、数え23歳にして没した（表向きには7月20日卒とする）。嗣子が無かったため、家督は養子の輝徳が継いだ。

## 系譜
父母
- 松平輝延（父）
- 古川氏（母） - 側室

正室
- 松子 - 酒井忠器の養女、黒田直侯の娘

養子
- 松平輝徳 - 松平信弥の次男